# Luca Lunetta
Luca Lunetta (Roma, Italia, 27 de mayo de 2006) es un piloto italiano de motociclismo que pertenece al equipo Sic58 Squadra Corse de la categoría de Moto3 del Campeonato Mundial.

## Biografía
Lunetta nació en Roma, Italia, y empezó a montar minimotos a los 5 años. Desde pequeño, ha usado el número 58 de Marco Simoncelli como homenaje y ha expresado que lo considera una inspiración y un referente. Ha ganado varios campeonatos italianos y europeos de minimotos.
Tras ganar el Campeonato CIV PreMoto3 250 en 2019, en 2020, con 14 años, se unió a la Red Bull MotoGP Rookies Cup y participó en 10 de las 12 carreras totales, sumando puntos en 3 ocasiones.
En 2021, participó en su segunda temporada de la Red Bull MotoGP Rookies Cup y terminó 13.º en la general. También participó en el Campeonato Mundial Junior FIM CEV Moto3, donde terminó 16.º.
En 2022, Lunetta completó su última temporada en la Red Bull MotoGP Rookies Cup con 1 victoria y 4 podios. Además, terminó 11.º en el GP Junior. También debutó en el Campeonato Mundial de Moto3, sustituyendo al lesionado Matteo Bertelle en el Dutch TT, y terminó 19.º.
En su último año antes de su primera temporada completa en Moto3, Lunetta terminó subcampeón en la temporada 2023 del GP Junior, por detrás de Ángel Piqueras. También participó en el Gran Premio de Italia de Moto3, disputando su segunda participación en el Campeonato Mundial.

## Resultados

### Red Bull MotoGP Rookies Cup
(Carreras en negrita indica pole position, carreras en cursiva indica vuelta rápida)
| Temp. | 1       | 2       | 3       | 4      | 5      | 6      | 7      | 8      | 9      | 10     | 11      | 12     | 13    | 14    | Pts. | Pos. |
| ----- | ------- | ------- | ------- | ------ | ------ | ------ | ------ | ------ | ------ | ------ | ------- | ------ | ----- | ----- | ---- | ---- |
| 2020  | RBR Ret | RBR 18  | RBR Ret | RBR 15 | ARA 19 | ARA 18 | ARA 16 | ARA 19 | VAL 12 | VAL 15 | VAL     | VAL    |       |       | 6    | 23.° |
| 2021  | POR 16  | POR Ret | JER 14  | JER 19 | MUG 16 | MUG 10 | SAC 8  | SAC 6  | RBR 11 | RBR 10 | RBR 13  | RBR 14 | ARA 9 | ARA 8 | 57   | 13.º |
| 2022  | POR Ret | POR 10  | JER 8   | JER 2  | MUG 8  | MUG 5  | SAC 3  | SAC 8  | RBR 5  | RBR 8  | ARA Ret | ARA 4  | VAL 1 | VAL 3 | 150  | 5.°  |

### Campeonato del Mundo de Motociclismo
Sistema de puntuación de 1993 hasta 2022:
| Posición | 1.º | 2.º | 3.º | 4.º | 5.º | 6.º | 7.º | 8.º | 9.º | 10.º | 11.º | 12.º | 13.º | 14.º | 15.º |
| Puntos   | 25  | 20  | 16  | 13  | 11  | 10  | 9   | 8   | 7   | 6    | 5    | 4    | 3    | 2    | 1    |

Sistema de puntuación desde 2023 en adelante:
| Posición       | 1.º | 2.º | 3.º | 4.º | 5.º | 6.º | 7.º | 8.º | 9.º | 10.º | 11.º | 12.º | 13.º | 14.º | 15.º |
| Puntos         | 25  | 20  | 16  | 13  | 11  | 10  | 9   | 8   | 7   | 6    | 5    | 4    | 3    | 2    | 1    |
| Carrera sprint | 12  | 9   | 7   | 6   | 5   | 4   | 3   | 2   | 1   |      |      |      |      |      |      |

#### Por categoría
| Cat.  | Temp.         | 1.er Gran Premio  | 1.er Podio    | 1.ª Victoria  | Carreras | Victorias | Podios | Poles | VR | Pts | CM |
| ----- | ------------- | ----------------- | ------------- | ------------- | -------- | --------- | ------ | ----- | -- | --- | -- |
| Moto3 | 2022-         | Países Bajos 2022 | Aragón 2024   |               | 21       | 0         | 2      | 0     | 1  | 112 | 0  |
| Total | 2022–Presente | 2022–Presente     | 2022–Presente | 2022–Presente | 21       | 0         | 2      | 0     | 1  | 112 | 0  |

#### Por temporada
| Temp. | Cat.  | Moto  | Equipo              | Carreras | Victorias | Podios | Poles | V.Ráp. | Pts. | Pos. |
| ----- | ----- | ----- | ------------------- | -------- | --------- | ------ | ----- | ------ | ---- | ---- |
| 2022  | Moto3 | KTM   | Avintia Racing Team | 1        | 0         | 0      | 0     | 0      | 0    | 35.º |
| 2023  | Moto3 | KTM   | MT Helmets-MSi      | 1        | 0         | 0      | 0     | 0      | 0    | 36.º |
| 2024  | Moto3 | Honda | Sic58 Squadra Corse | 19       | 0         | 2      | 0     | 1      | 112  | 12.° |
| 2025  | Moto3 | Honda | Sic58 Squadra Corse |          |           |        |       |        | *    | *    |
| Total | Total | Total | Total               | 21       | 0         | 2      | 0     | 1      | 112  |      |

- * Temporada en curso.

#### Carreras por año
| Año  | Cat.  | Moto  | 1      | 2      | 3       | 4      | 5      | 6      | 7     | 8     | 9       | 10      | 11      | 12      | 13      | 14    | 15    | 16      | 17    | 18    | 19     | 20     | 21  | 22  | Pos. | Pts. |
| ---- | ----- | ----- | ------ | ------ | ------- | ------ | ------ | ------ | ----- | ----- | ------- | ------- | ------- | ------- | ------- | ----- | ----- | ------- | ----- | ----- | ------ | ------ | --- | --- | ---- | ---- |
| 2022 | Moto3 | KTM   | QAT    | INA    | ARG     | AME    | POR    | SPA    | FRA   | ITA   | CAT     | GER     | NED 19  | GBR     | AUT     | RSM   | ARA   | JPN     | THA   | AUS   | MAL    | VAL    |     |     | 35.º | 0    |
| 2023 | Moto3 | KTM   | POR    | ARG    | AME     | SPA    | FRA    | ITA 19 | GER   | NED   | GBR     | AUT     | CAT     | RSM     | IND     | JPN   | INA   | AUS     | THA   | MAL   | QAT    | VAL    |     |     | 36.º | 0    |
| 2024 | Moto3 | Honda | QAT 15 | POR 22 | AME 19  | SPA 20 | FRA 11 | CAT 7  | ITA 7 | NED 6 | GER Ret | GBR     | AUT 17  | ARA 3   | RSM 9   | ERM 6 | INA 5 | JPN Ret | AUS 8 | THA 2 | MAL 10 | SLD 18 |     |     | 12.º | 112  |
| 2025 | Moto3 | Honda | THA 10 | ARG 7  | AME Ret | QAT 7  | SPA 11 | FRA 9  | GBR 3 | ARA 5 | ITA Ret | NED Ret | GER INJ | CZE INJ | AUT INJ | HUN   | CAT   | RSM     | JPN   | INA   | AUS    | MAL    | POR | VAL | 13.º | 63   |

| Color     | Resultado                                                               |
| --------- | ----------------------------------------------------------------------- |
| Oro       | Ganador                                                                 |
| Plata     | 2.ª plaza                                                               |
| Bronce    | 3.ª plaza                                                               |
| Verde     | Finalizó en los puntos                                                  |
| Azul      | Finalizó sin puntos                                                     |
| Azul      | NC - No clasificado                                                     |
| Violeta   | Ret - No terminó (Carrera)                                              |
| Rojo      | DNQ - No se clasificó                                                   |
| Negro     | DSQ - Descalificado                                                     |
| Blanco    | DNS - No empezó (carrera)                                               |
| Blanco    | WD - Retirado (fin de semana)                                           |
| Blanco    | C - Carrera cancelada                                                   |
| Sin color | DNP - Inscrito pero no participó                                        |
| Sin color | INJ - Lesionado                                                         |
| Sin color | EX - Excluido                                                           |
| Estado    | Resultado                                                               |
| Negrita   | Pole position                                                           |
| Cursiva   | Vuelta rápida                                                           |
| x         | Posición en carrera sprint                                              |
| †         | Abandona, pero clasifica al completar el porcentaje requerido para ello |